# Rivière Pigeon
Pour les articles homonymes, voir Rainy River.
La rivière Pigeon est un cours d'eau qui coule le long de la frontière séparant la province de l'Ontario au Canada de l'État du Minnesota aux États-Unis. 
Depuis 1996, la rivière Pigeon et les parcs qui l'entourent, forment un ensemble géographique dénommé route frontalière des Voyageurs inscrite au réseau des rivières du patrimoine canadien.

## Toponymie
La rivière Pigeon fut découverte et arpentée par les explorateurs français à l'époque de la Nouvelle-France. Ce cours d'eau s'appelait alors "rivière aux tourtes" en raison de la présence de la tourte voyageuse ou pigeon migrateur que les explorateurs canadiens français rencontrèrent dans ses parages.

## Histoire
Cette rivière fut une importante voie de communication à l'époque de la Nouvelle-France, pour les trappeurs et les coureurs des bois qui naviguèrent sur ses eaux en canoés lors de leurs explorations, puis expéditions vers le lac des Bois et la baie d'Hudson pour commercer avec les différentes tribus amérindiennes. Pierre Gaultier de Varennes et de La Vérendrye fut l'un de ces pionniers qui s'aventura par cette voie d'eau pour la traite des fourrures. 

## Géographie
La rivière Pigeon prend sa source dans les Hautes terres du portage, lieu qui marque la ligne continentale de partage des eaux entre le bassin versant coulant vers l'océan Arctique et celui coulant vers l'océan Atlantique. À son amont, le portage des embarcations était nécessaire pour passer de l'autre côté du bassin versant et naviguer sur la rivière à la Pluie qui permettait de s'enfoncer vers l'Ouest et le Nord du Canada.
La rivière Pigeon s'écoule vers l'Est en traversant de nombreux lacs frontaliers qui se formèrent à la limite méridionale du bouclier canadien. Elle longe plusieurs parcs nationaux; côté américain, la Forêt nationale de Superior et le parc national des Voyageurs, côté canadien, le Parc provincial Quetico, le Parc provincial La Vérendrye et le parc provincial Pigeon River. 
La rivière Pigeon finit sa course en se déversant dans le lac Supérieur le long du District de Thunder Bay au Canada et du comté de Cook aux États-Unis qui sont reliés par la route 61.